# Gustav Salomon Oppert
Gustav Salomon Oppert (geboren 30. Juli 1836 in Hamburg; gestorben 16. März 1908 in Berlin) war ein deutscher Indologe und Orientalist. Er war der jüngere Bruder des Kaufmanns und Ethnologen Ernst Jakob Oppert (1832–1903) sowie des Orientalisten Jules Oppert.

## Leben
Oppert studierte Sprachen, Literatur, Philosophie und Geschichte an den Universitäten Bonn, Leipzig, Berlin und Halle. Ab 1860 arbeitete er in der Bodleian Library in Oxford. Von 1872 bis 1893 war er Professor für Sanskrit am Presidency College in Madras, wo er zwischen 1878 und 1882 auch das Madras Journal of Literature and Science herausgab; danach bereiste er Teile Asiens und Amerikas. Ab 1895 war er Privatdozent für nichtarische Sprachen Indiens an der Berliner Universität.

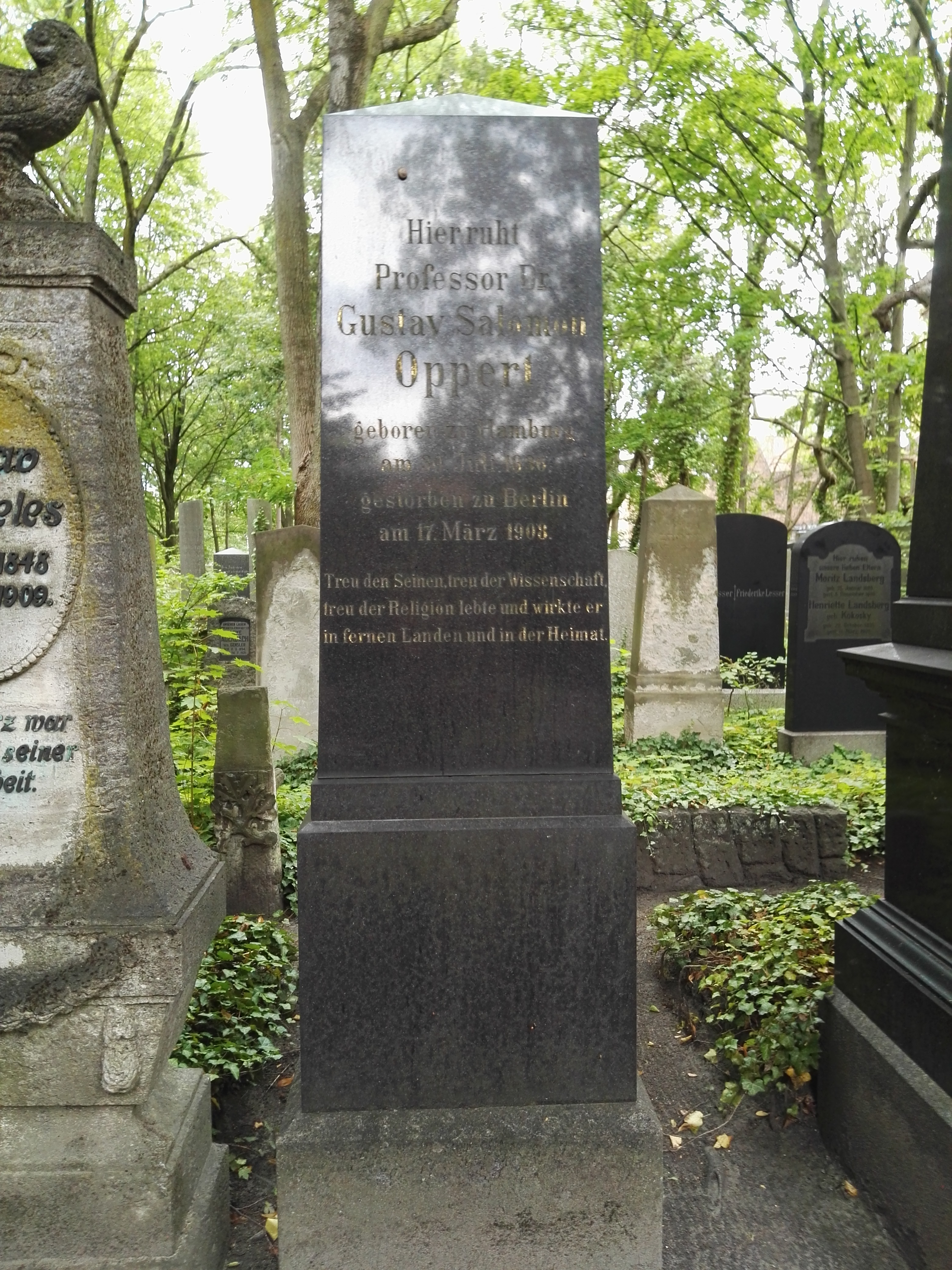
Grabstätte

Wie sein Bruder Jules setzte sich Gustav Oppert für verschiedene jüdische Belange ein. Er war seit 1896 Kurator der Hochschule für die Wissenschaft des Judentums, der er 300.000 Mark zur Schaffung eines Lehrstuhls für semitische Sprachen hinterließ.
Er ist auf dem Jüdischen Friedhof Berlin-Weißensee bestattet.

## Schriften (Auswahl)
- Der Presbyter Johannes in Sage und Geschichte: ein Beitrag zur Voelker- und Kirchenhistorie und zur Heldendichtung des Mittelalters. Verlag von Julius Springer, Berlin 1870 (bei Internet Archive)
- On the original inhabitants of Bharatavarsa or India. Archibald Constable & Co., Westminster; Otto Harrassowitz, Leipzig 1893 (bei Internet Archive)